# ثيوبروما
الثيوبروما (الاسم العلمي: Theobroma) هي جنس من النباتات يتبع الفصيلة الخبازية من رتبة الخبازيات. الاسم العلمي مركب من كلمتين إغريقيتين هما ثيو θεος (theos) وتعني الإله وبروما βρῶμα (broma) وتعني الغذاء.

## أنواع ذات أهمية إقتصادية
- الكاكاو
- الكوبواسو